# Canadair
Pour les autres significations, voir Canadair CL-415, Canadair CL-215 et Avion bombardier d'eau.
Canadair est une entreprise de construction aéronautique canadienne. D'abord créée comme compagnie indépendante dans le domaine de la construction d'avions civils et militaires, elle a ensuite été une filiale de plusieurs compagnies dans le domaine et même, de 1972 à 1986, une compagnie gouvernementale. Elle est maintenant une filiale intégrée du constructeur Bombardier Aéronautique, lui-même une division de Bombardier Inc.
Elle est née des installations de Canadian Vickers à Saint-Laurent, maintenant un arrondissement de Montréal au Québec, où on retrouvait l'aéroport de Cartierville. L'usine principale est toujours à cet endroit même si l'aéroport a été transformé en développement domiciliaire. Les opérations finales d'assemblage se retrouvent à l'aéroport international Montréal-Trudeau pour les avions de la gamme Challenger 300 et 600 ainsi qu'à l'aéroport international Toronto-Pearson pour la gamme Global 6500 et 7500. 
La compagnie est tellement connue en Europe pour ses avions bombardiers d'eau bimoteurs que l'on nomme ce type d'appareils des Canadair par antonomase.

## Histoire

### Débuts

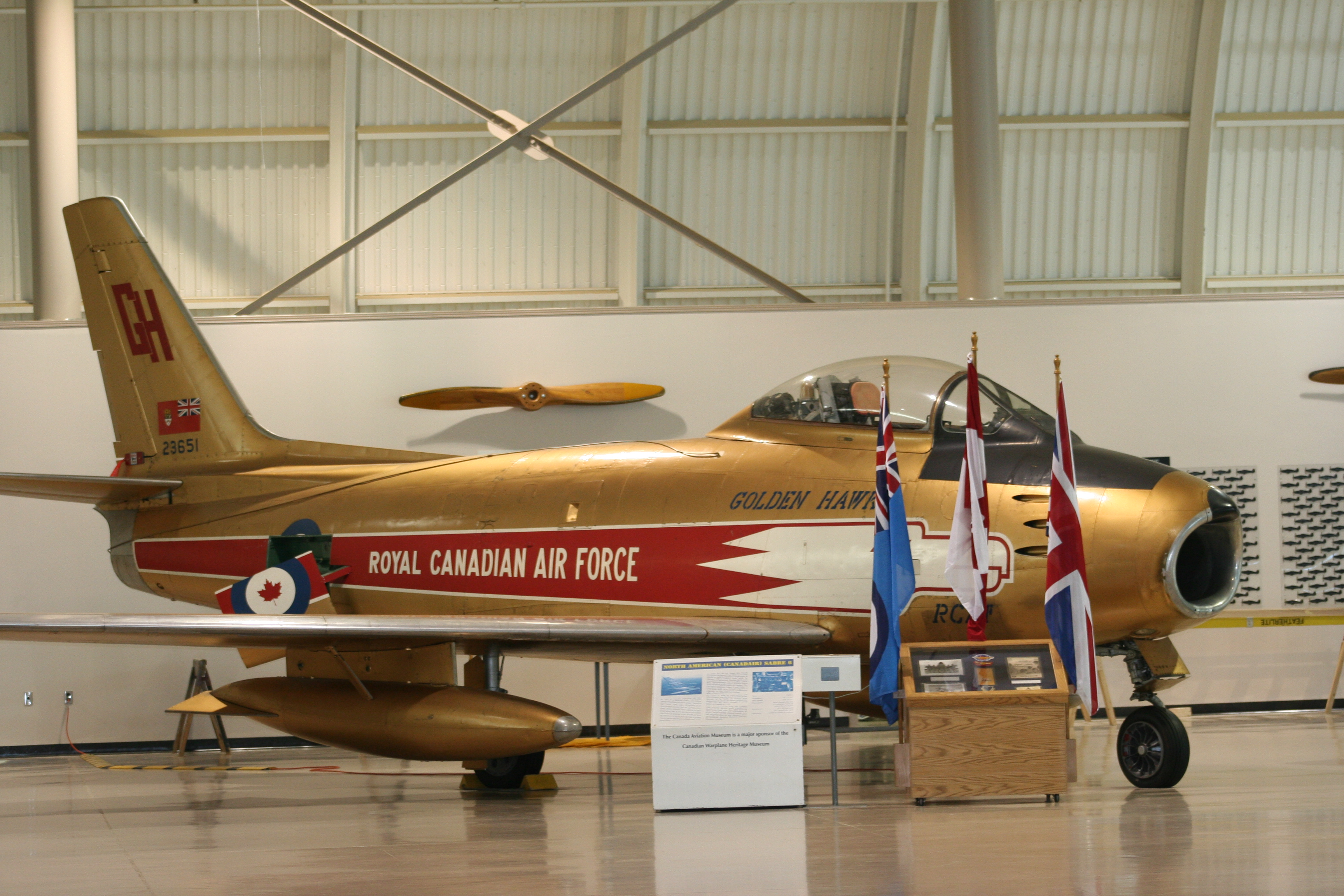
CF-86 Sabre fabriqué sous licence par Canadair pour la Force aérienne du Canada.

La compagnie Canadian Vickers est créée par sa maison mère britannique en 1911 quand celle-ci décide de fabriquer au Canada des navires pour la Marine canadienne. Après la fin de la Première Guerre mondiale, les ingénieurs de Vickers commencent à faire des plans pour des avions amphibies que la compagnie commencera à produire durant les années 1920. Entre autres, elle fit des avions de brousse particulièrement prisés pour le transport dans le Grand-Nord et par la Gendarmerie Royale du Canada.
Avec le début de la Seconde Guerre mondiale, tous les avionneurs canadiens sont mis à contribution pour l'effort de guerre. Vickers doit à la fois construire des navires et des avions. Elle fait savoir aux Alliés que les fonds lui manquent pour faire les deux car la construction navale est très coûteuse. Elle menace de cesser son activité aéronautique. Canadair est ainsi fondée le 3 octobre 1944 avec un financement des gouvernements canadien, américain et britannique, à partir de la division aéronautique de Vickers, dans le but spécifique de produire l'hydravion Canso, une version canadienne du PBY Catalina.
Benjamin W. Franklin est le premier président de la compagnie. Il obtient un contrat de développement pour une variante de l'avion de transport Douglas DC-4, le DC-4M. Ce dernier est équipé de moteurs Rolls-Royce Merlin et devient, en 1946, le « Northstar ». Juste après la guerre, Canadair achète les droits sur la série Douglas DC-3/C-47 de Douglas.
La même année, la compagnie Electric Boat Company achète une part majoritaire dans Canadair et l'intègre dans ses opérations. En 1952, les deux fusionnent et deviennent General Dynamics. En 1954, après l'achat de Convair, Canadair devient la filiale canadienne de GD. La compagnie continuera de se spécialiser dans la modification de modèles d'avions militaires avec grand succès. Entre autres, elle continuera à produire différentes versions du CF-86 Sabre (1 815 exemplaires) et du CF-104 StarFighter.

### Temps difficiles

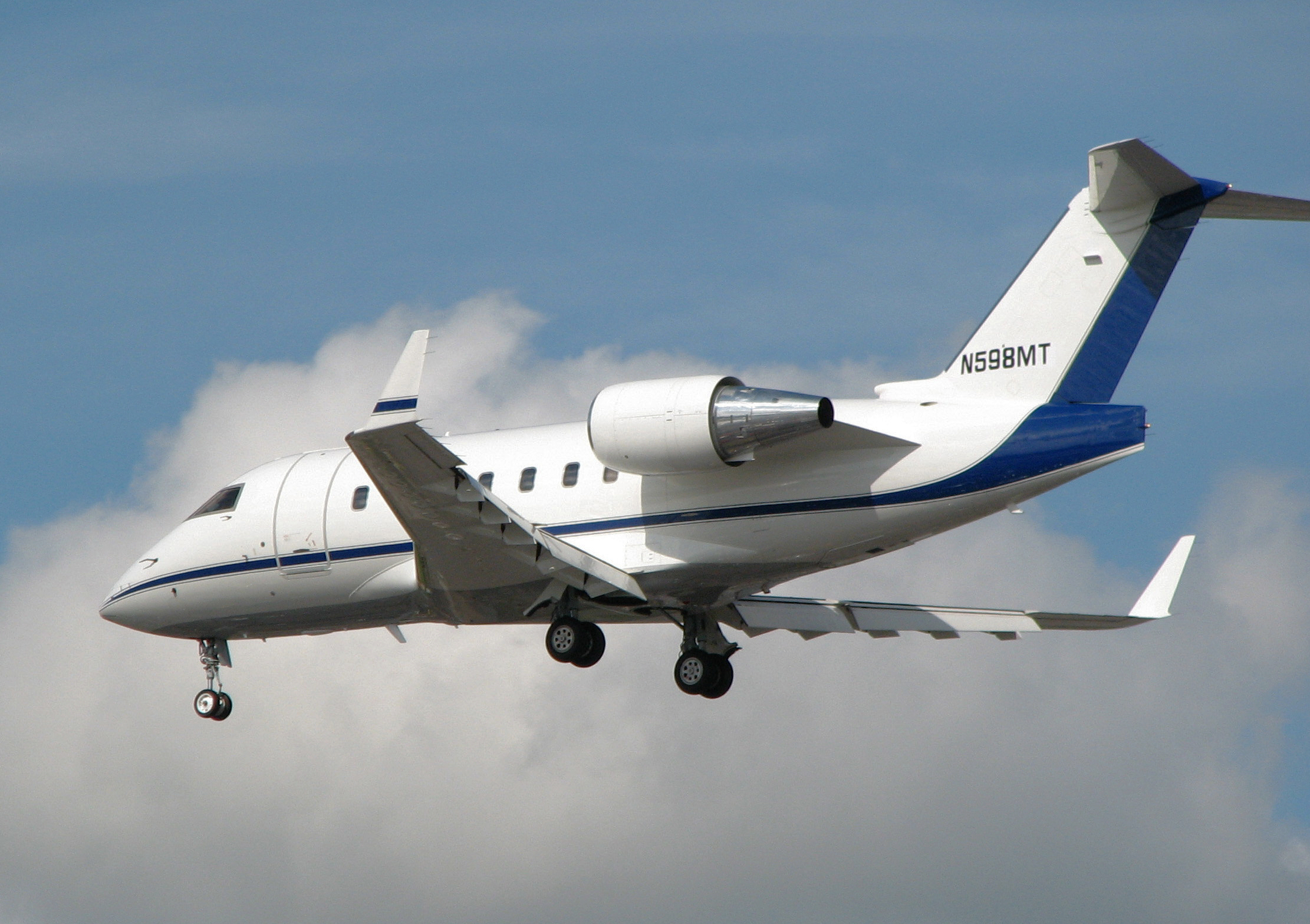
Série des Challenger 600 provenant des Learjet.

En 1976, le gouvernement canadien rachète Canadair à la suite de problèmes financiers de cette dernière. Il est sous la pression publique afin de ne pas perdre un tel joueur dans une industrie de pointe. Elle devient alors une compagnie de la Couronne. Comme le marché militaire est en baisse, la direction de Canadair décide de se lancer dans l'aviation civile et développe le Challenger 600, un jet d'affaires de fort gabarit dont elle a acheté les droits exclusifs de Bill Lear, l'ex-président de Learjet, en 1976. Il s'agit d'une nouveauté dans le domaine et il est un succès de vente après son approbation de vol en 1980. La compagnie se lance également dans la fabrication de drones pour la surveillance aérienne à la demande du gouvernement canadien et obtient des contrats pour des pièces des Boeing 747SP et 767.
Cependant, au tournant des années 1980, la récession cause bien des déboires à l'industrie de l'aviation. Canadair accumule le plus important déficit d'une compagnie canadienne à cette époque. En 1986, le gouvernement conservateur de Brian Mulroney vend Canadair au groupe canadien Bombardier Inc., lors d'un programme de privatisation des compagnies étatiques.

### Nouveau départ

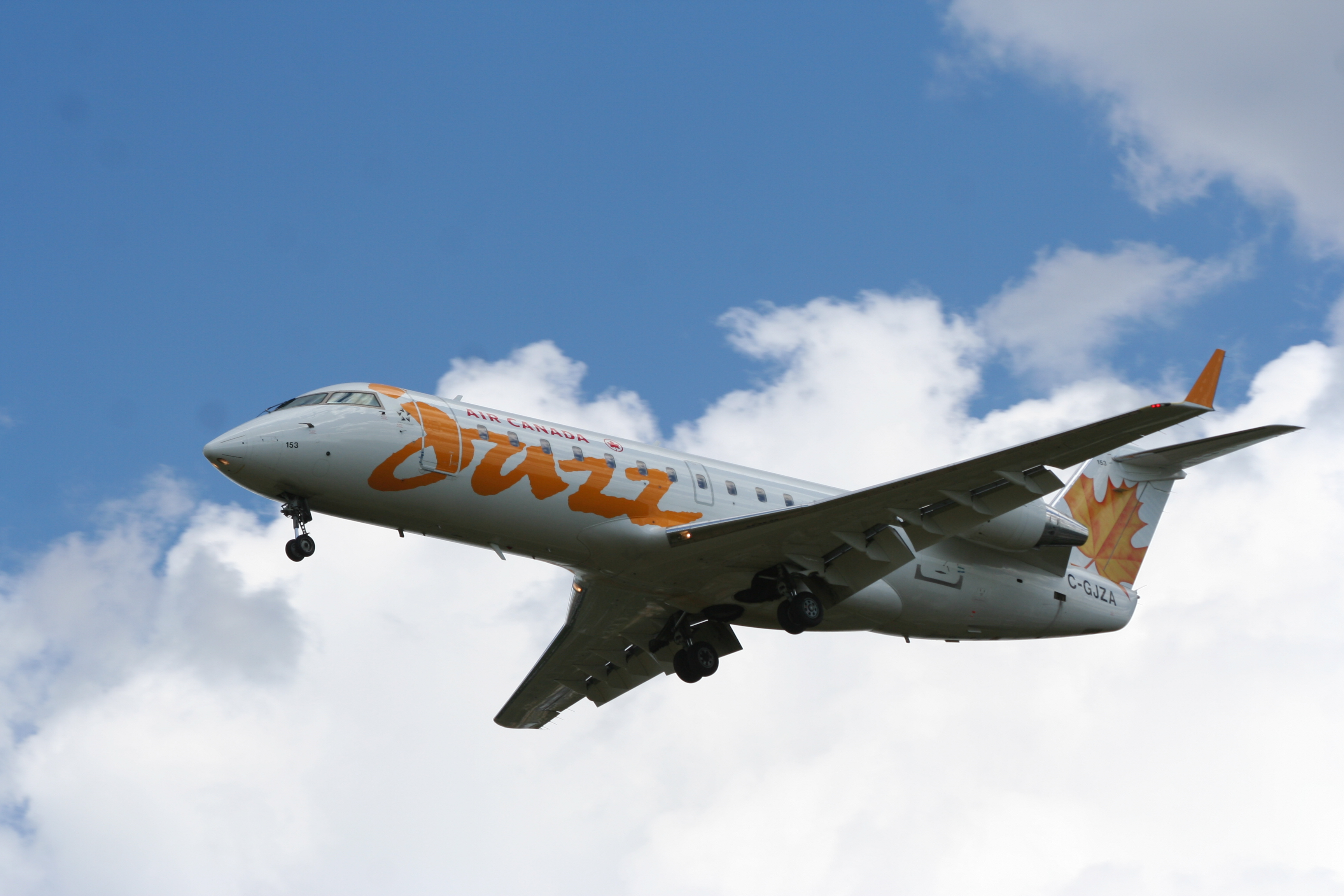
Bombardier CRJ peint aux couleurs de Air Canada Jazz.

Depuis 1986, Bombardier a rétabli son équilibre financier. Avec l'achat d'autres compagnies dans le domaine, dont Learjet, Bombardier s'est dirigé dans le domaine des jets régionaux avec la série très populaire des CRJ qu'il a confié à Canadair. Bombardier Inc. a éventuellement intégré toutes ses composantes sous le vocable de Bombardier Aéronautique. Les attentats du 11 septembre 2001 ont donné un fort ralentissement au secteur de l'aviation. Bombardier projetait de lancer un nouvel appareil de 85 à 120 sièges pour les CRJ. Il s'agissait du projet BRJ-X qui a été abandonné au profit du CRJ-900, un allongement à 90 places du modèle précédent, et le CRJ-1000 de 100 places a été annoncé le 18 février 2006, toujours basé sur le même modèle de base.
Entre-temps, le projet BRJ-X renaît sous le nom de projet de Série C en juillet 2004, une toute nouvelle famille de jet de 110 à 135 passagers. En mai 2005, Bombardier obtenait un accord de financement par les gouvernements du Québec, du Canada et du Royaume-Uni pour ce projet. Les pièces seraient produites chez l'ex-Canadair de Montréal et l'ex-Short Brothers de Belfast. L'endroit pour l'assemblage final n'était pas encore déterminé mais la compagnie a déjà des installations du genre près de l'aéroport international Montréal-Mirabel, au nord de Montréal, qui étaient le lieu le plus probable.
Cependant, la demande ne s'est pas matérialisée aussi vite que prévu et Bombardier a retardé à janvier 2006 le lancement du programme, et estimait alors que la mise en service serait en 2013. La reprise des ventes pour tous les types de CRJ était en bonne voie de rétablissement en 2007.
Le premier vol du CS100 de la Série C eut en réalité lieu le lundi 16 septembre 2013 à l'aéroport international Montréal-Mirabel, et celui du CS300 le vendredi 27 février 2015 au même endroit. La mise en service eut lieu le 15 juillet 2016 pour le CS100 et le 14 décembre 2016 pour le CS300.

## Production

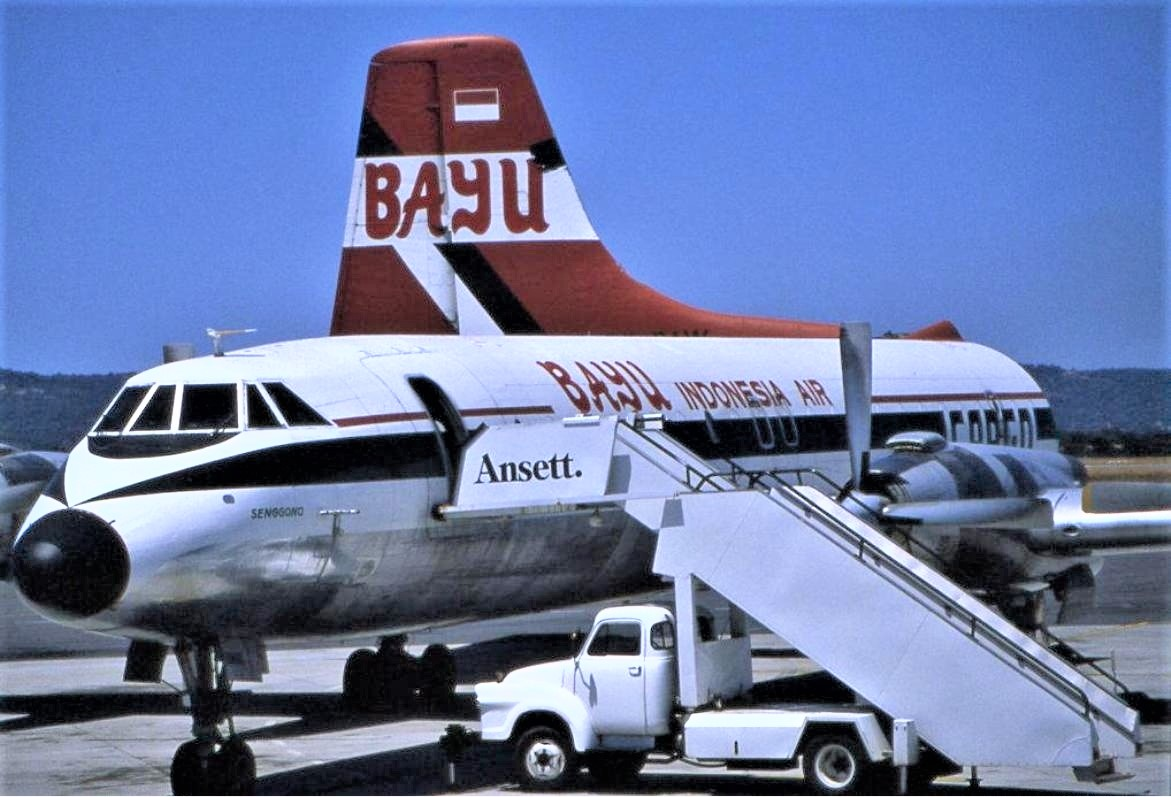
CL-44 de la compagnie Bayu Indonesia Air sur l'aéroport de Perth dans les années 1980.

Canadair est un pionnier dans l'aviation. Le CL-44D, tiré du turbopropulseur Bristol Britannia des années 1950, est le premier avion dont la queue est montée sur des pentures, ce qui permettait de l'écarter pour un meilleur accès à la soute. Canadair produit les premiers drones de surveillance aérienne : CL-89 et CL-289. Le CL-84 fut le premier à tourner ses ailes vers le haut comme système d'aéronef à décollage et atterrissage verticaux. Canadair a été le premier fabricant à proposer avec le CL-215 un avion expressément conçu comme bombardier d'eau. En France, le nom Canadair est devenu synonyme d'avion bombardier d'eau.
| Avion                                                                                                | Description                                   | Sièges                                                                                    | Lancement   | 1er vol     | 1re livraison | Fin de production                                |
| --- | --------------------------------------------- | ----------------------------------------------------------------------------------------- | ----------- | ----------- | ------------- | ------------------------------------------------ |
| C-4 North Star/Argonaut/C-5 Licence de conversion du Douglas DC-4                                    | Transport/Airliner                            | Équipage : deux/trois, 52 passagers                                                       |             | 1946        | 1948          |                                                  |
| Canadair Sabre (CL-13) Licence de construction North American F-86 Sabre                             | Chasseur                                      | Équipage : Un                                                                             |             | 1950        | 1950          | 1958                                             |
| Canadair CT-133 Silver Star (CL-30) Licence de construction Lockheed T-33 Shooting Star              | Entraînement/ ECM/ Communication              | Équipage : deux                                                                           |             | 1952        | 1952          | 1959                                             |
| Canadair CC-109 Cosmopolitan / Cosmopolitan modifié du Convair 540                                   | Transport                                     | Équipage : deux, 52 passagers                                                             |             | 1959        | 1960          | 1960                                             |
| Canadair CF-104 Starfighter / StarFighter (CL-90) Licence de construction Lockheed F-104 Starfighter | Intercepteur/Entraînement                     | Équipage : Un/deux                                                                        |             | 1961        | 1962          |                                                  |
| CL-89, CL-227 et CL-289                                                                              | Drone de surveillance                         |                                                                                           |             | 1964        | 1969          |                                                  |
| Canadair CL-215                                                                                      | Avion bombardier d'eau                        | Équipage : deux                                                                           |             | 1967        | 1969          |                                                  |
| CL-219 CF-5 Freedom Fighter, construit sous licence de Northrop F-5 Freedom Fighter                  | Chasseur bombardier                           | Équipage : Un/deux                                                                        |             | 1968        |               |                                                  |
| Canadair CL-415                                                                                      | Bombardier d’eau                              | Équipage : deux                                                                           |             | 1993        | 1994          |                                                  |
| Challenger 600 et Challenger 300                                                                     | Jet d'affaires                                | Équipage : deux, 8-19 passagers                                                           |             | 1980        | 1986          |                                                  |
| CRJ séries 100, 200, 600 et 700                                                                      | Jet régional                                  | Équipage : deux (plus les agents de bord), 50-90 passagers                                | années 1980 | années 1990 |               |                                                  |
| Bombardier BRJX                                                                                      | Jet régional                                  | Équipage : deux (plus les agents de bord), 80-120 passagers                               |             |             |               |                                                  |
| CL-227/Sentinel (en)                                                                                 | Un drone commandé à distance                  |                                                                                           |             | 1980        |               |                                                  |
| CL-28 Argus                                                                                          | Reconnaissance maritime                       | Équipage : jusqu’à cinq (en condition normale, on avait un équipage de réserve de quatre) |             | 1957        | 1980          |                                                  |
| CL-41 Tutor                                                                                          | Entraînement                                  | Deux                                                                                      |             | 1960        |               |                                                  |
| CL-84 / Dynavert                                                                                     | Aéronef à décollage et atterrissage verticaux | Équipage : deux (jusqu'à 15 soldats transportés)                                          | 1960        | 1965        |               | Fin des années 1960 – Pas un avion de production |
| CL-44/CC-106 Yukon                                                                                   | Transport                                     | Équipage : neuf, 134 passagers                                                            | 1959        |             |               |                                                  |

## Le bombardier d'eau

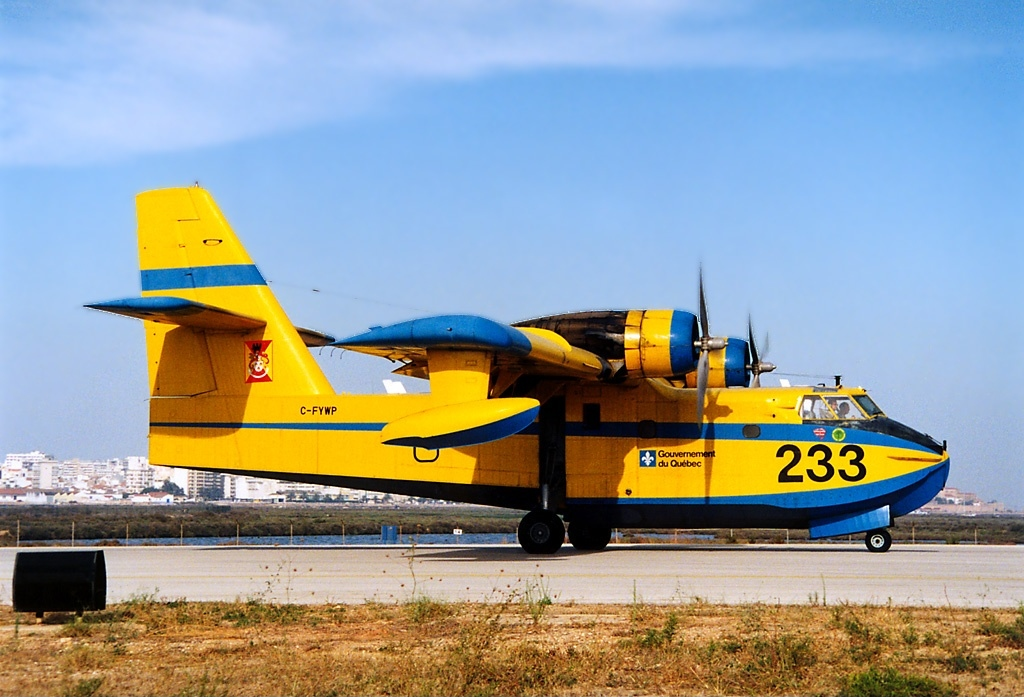
Un CL-215.

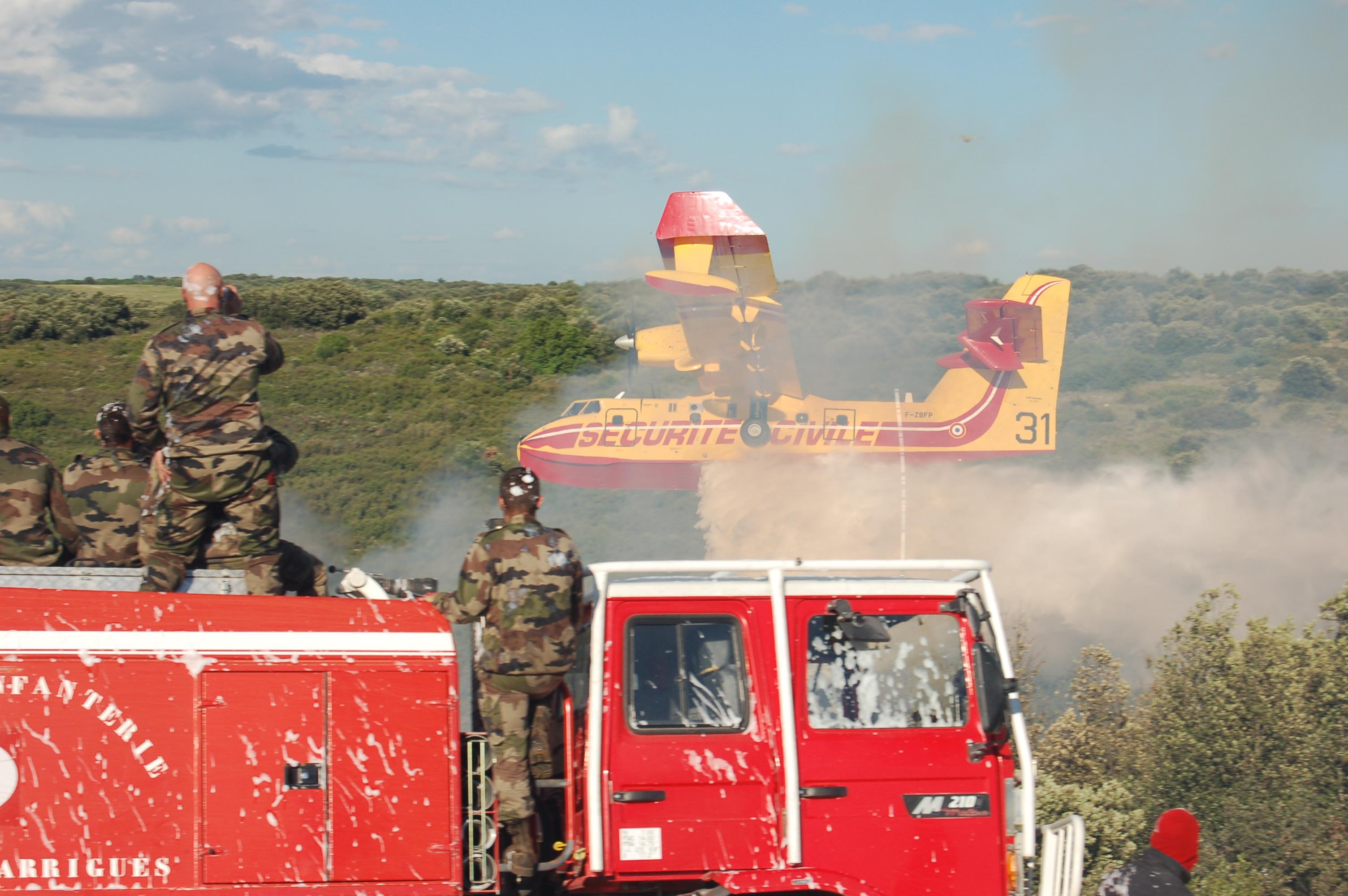
Largage à partir d'un CL-415.

« Canadair » est le nom sous lequel est connu aujourd'hui en Europe l'avion bombardier d'eau bimoteur CL-415, et le CL-215 auparavant, tous deux fabriqués par Canadair de Bombardier Aéronautique. Il est utilisé pour combattre les feux de forêts. D'une longueur de 19,82 m et d'une envergure de 28,60 m, il est capable d'écoper 6 000 litres d'eau dans ses deux réservoirs en 12 secondes, en effleurant un plan d'eau (mer, rivière, lac, retenue de barrage...) à la vitesse de 60 nœuds (110 km/h) sur une longueur de 1 500 mètres. Un additif (moussant) peut être ajouté à l'eau récoltée, améliorant l'effet. Le largage peut se faire en une ou plusieurs fois, par zones successives. Ce mode opératoire lui fait gagner un temps précieux, alors que les autres bombardiers d'eau doivent retourner à leur base terrestre, pour faire le plein de leurs réservoirs d'eau ou de retardant, ce qui reste néanmoins possible pour les Canadair.
La première livraison d'un Canadair CL-215 a eu lieu en 1969. 125 exemplaires ont été construits en cinq séries jusqu’en 1989, année de son remplacement par le CL-415 turbopropulsé construit jusqu'en 2015 (aux États-Unis, il fut vendu sous le nom de Superscooper). La production s'est terminée en 2015 et les actifs restant furent vendus à Viking Air en juin 2016.
Ce bombardier d'eau équipe les flottes de lutte contre les feux de forêts de huit pays. Le premier à s'en servir fut naturellement le Québec, province canadienne d'où il est originaire. Sa flotte y est gérée par la Société de protection des forêts contre le feu (SOPFEU), une coopérative de service entre les producteurs forestiers et le gouvernement. En France, il est utilisé exclusivement par la Sécurité civile. Le CL-215 fut en service de 1970 à 1995 avec d'abord des moteurs à pistons ; la version remotorisée CL215T n'a pas été utilisée par la France qui a opté au milieu des années 90 pour le CL415, plus performant. Les CL215 et CL215T étant les mêmes appareils, ils emportent une quantité d'eau identique, à savoir 5440 litres. Le CL415 voit ses réservoirs de taille supérieure et une capacité d'emport ainsi augmentée, passant à 6137 litres. La durée d'écopage passe donc de dix secondes pour les 215 et 215T à douze secondes pour les 415. 
La France en dispose de 12, basés à Nîmes-Garons. Les réparations se font actuellement à partir de pièces de réemploi n'étant plus fabriquées ce qui pose de sérieux problèmes d'entretien à l'entreprise Sabena Technics chargée du marché jusqu'en 2027. Deux nouveaux appareils sont en commande par la France sur fond européens, des De Havilland Canada DHC-515 (coût d'un appareil : 60 millions d'euros, pour une date de réception entre 2028 et 2030).